# Würstchen im Schlafrock

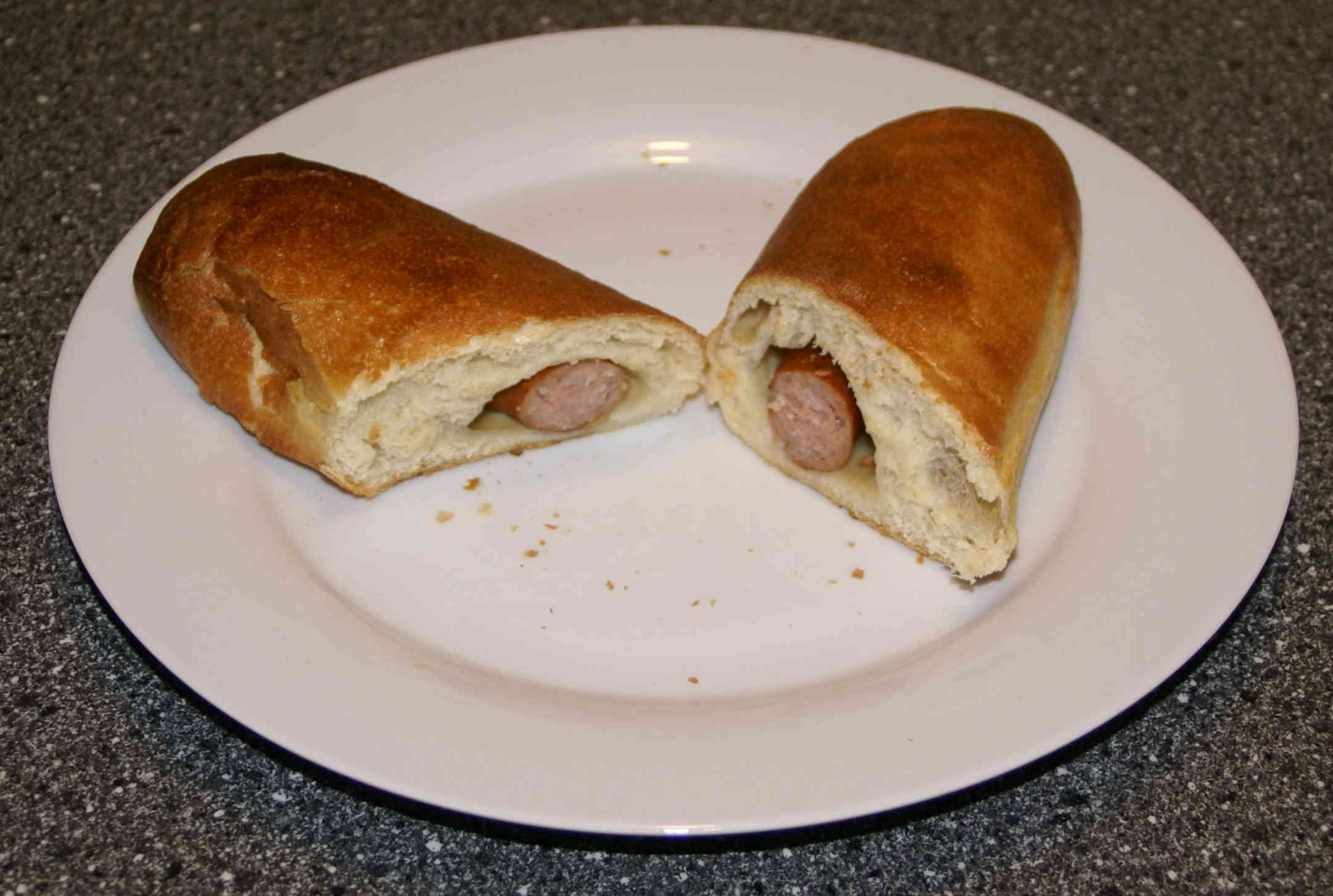
Wurst im Teigmantel aufgeschnitten

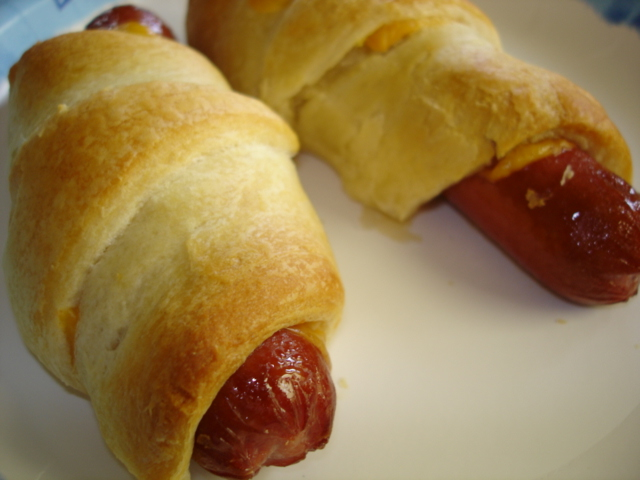
Amerikanische Pigs in a blanket

Ein Würstchen im Schlafrock oder Würstchen im Teigmantel ist eine in Brot-, Brötchenteig oder Blätterteig eingebackene Wurst. Regional gibt es dafür unterschiedliche Bezeichnungen, u. a. Wursthuller in Apolda und Wurstwecken in Südbaden.

## Varianten
Im Bergischen Land, hier in der Hauptsache in Wuppertal, ist Mettwurst (Knacker) oder Mettfarce im Hefeteig bzw. Blätterteig als Hetewei bekannt, ursprünglich die Bezeichnung für Heißwecke. Es ist ein Gericht der Karnevalszeit, das überwiegend an Aschermittwoch gegessen wird. Der Überlieferung nach soll der Teigmantel verbergen, dass heimlich während der Fastenzeit Fleisch konsumiert wird.
In Thüringen und in Westfalen wird eine Knackwurst, ein mit Schweinemett gefüllter Naturdarm, in Weißbrotteig, gelegentlich auch in dunklen Brotteig, eingebacken und warm gegessen. Varianten gibt es auch in Butzbach und in Dresden. In Wien wurden die Würstchen im Schlafrock den Quellen zufolge erstmals 1905 von Leopold Lahner, dem Sohn von Johann Georg Lahner hergestellt, und zwar mit Frankfurter Würstchen. Andere Varianten werden mit Blätterteig hergestellt.

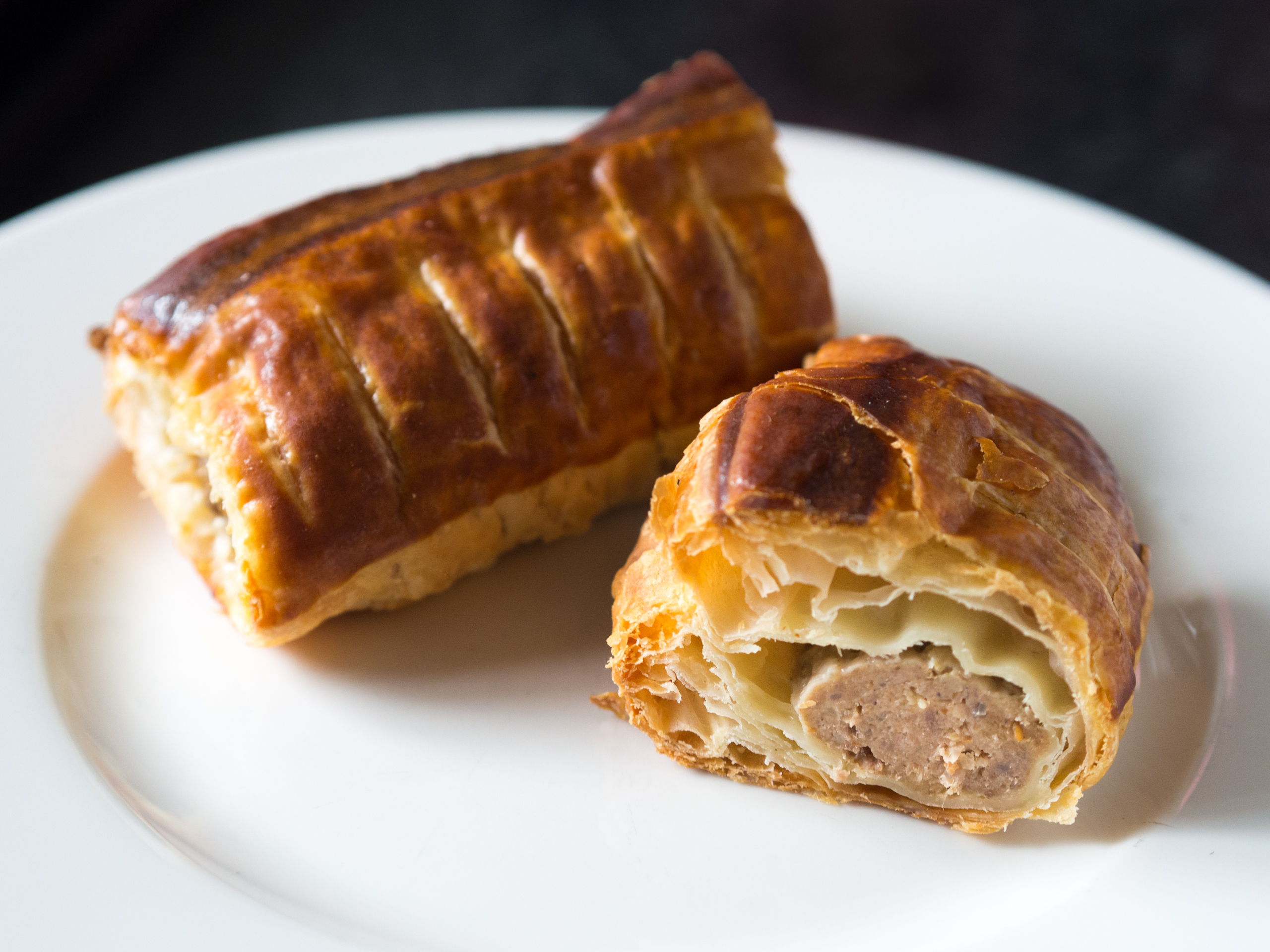
Niederländisches Saucijzenbroodje

Die niederländische Variante ist das Saucijzenbroodje, ebenfalls mit Blätterteig, der mit Wurstmasse ohne Darm gefüllt wird. Analog die englische Sausage roll.
Der Teig wird ausgerollt, in rechteckige Scheiben geschnitten, worin anschließend die Würste eingerollt werden. Je nach Variante umschließt der Teigmantel das Würstchen komplett, oder nur an der Längsseite, so dass die Wurstenden seitlich aus dem Teig herausschauen. Manchmal wird der Teig auch zuvor mit Senf, Ketchup oder Meerrettich bestrichen und/oder mit Käse belegt.

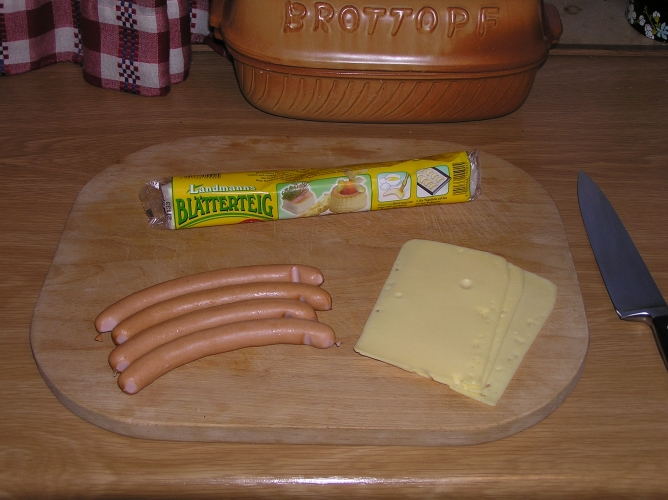
Die Zutaten
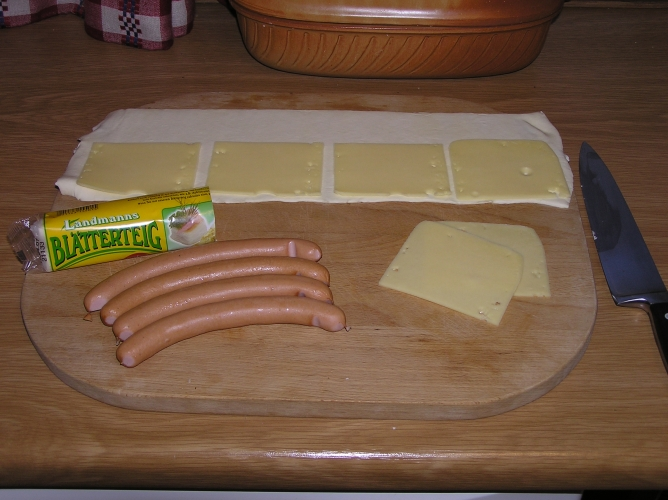
Ausgepackte Zutaten
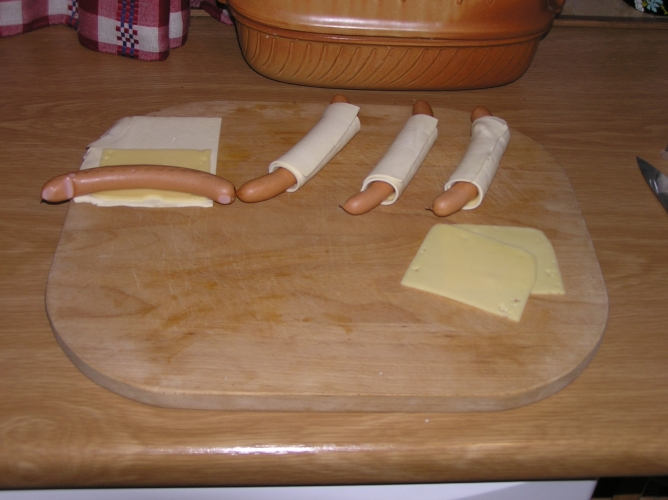
Einwickeln der Würstchen
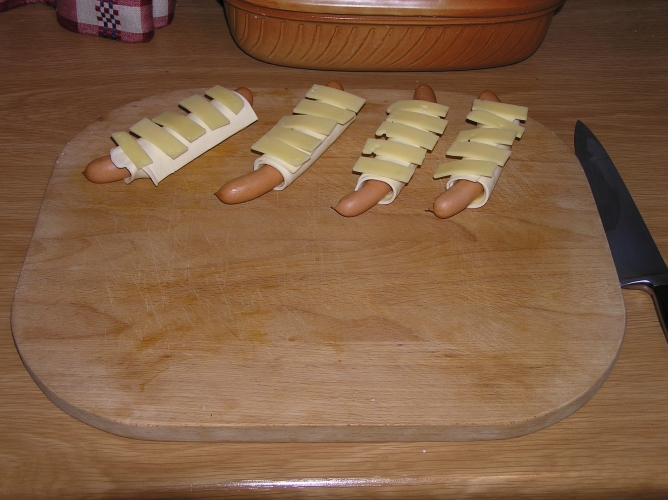
Backfertige Würstchen im Schlafrock
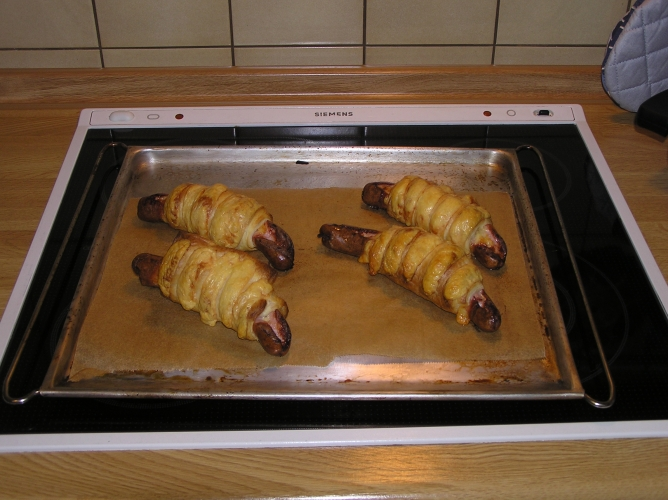
Fertig gebacken auf dem Backblech
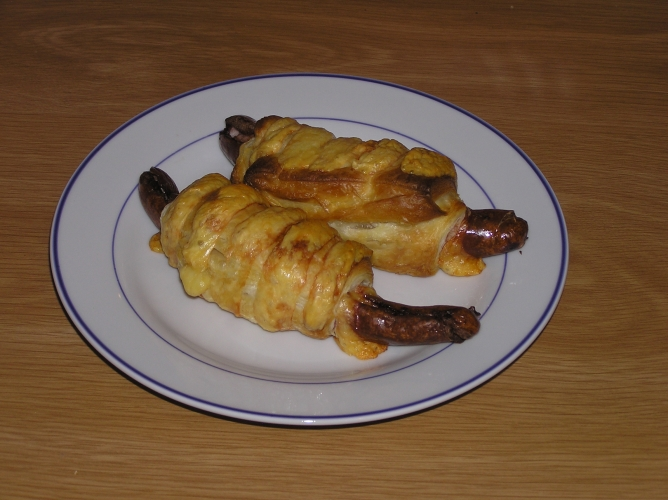
Servierfertig